# Jacquinia armillaris
Jacquinia armillaris är en viveväxtart som beskrevs av Nikolaus Joseph von Jacquin. Jacquinia armillaris ingår i släktet Jacquinia och familjen viveväxter. Inga underarter finns listade i Catalogue of Life.